# Buxus balearica
Buxus balearica är en buxbomsväxtart som beskrevs av Jean-Baptiste de Lamarck. Buxus balearica ingår i släktet buxbomar, och familjen buxbomsväxter. Inga underarter finns listade i Catalogue of Life.

## Bildgalleri

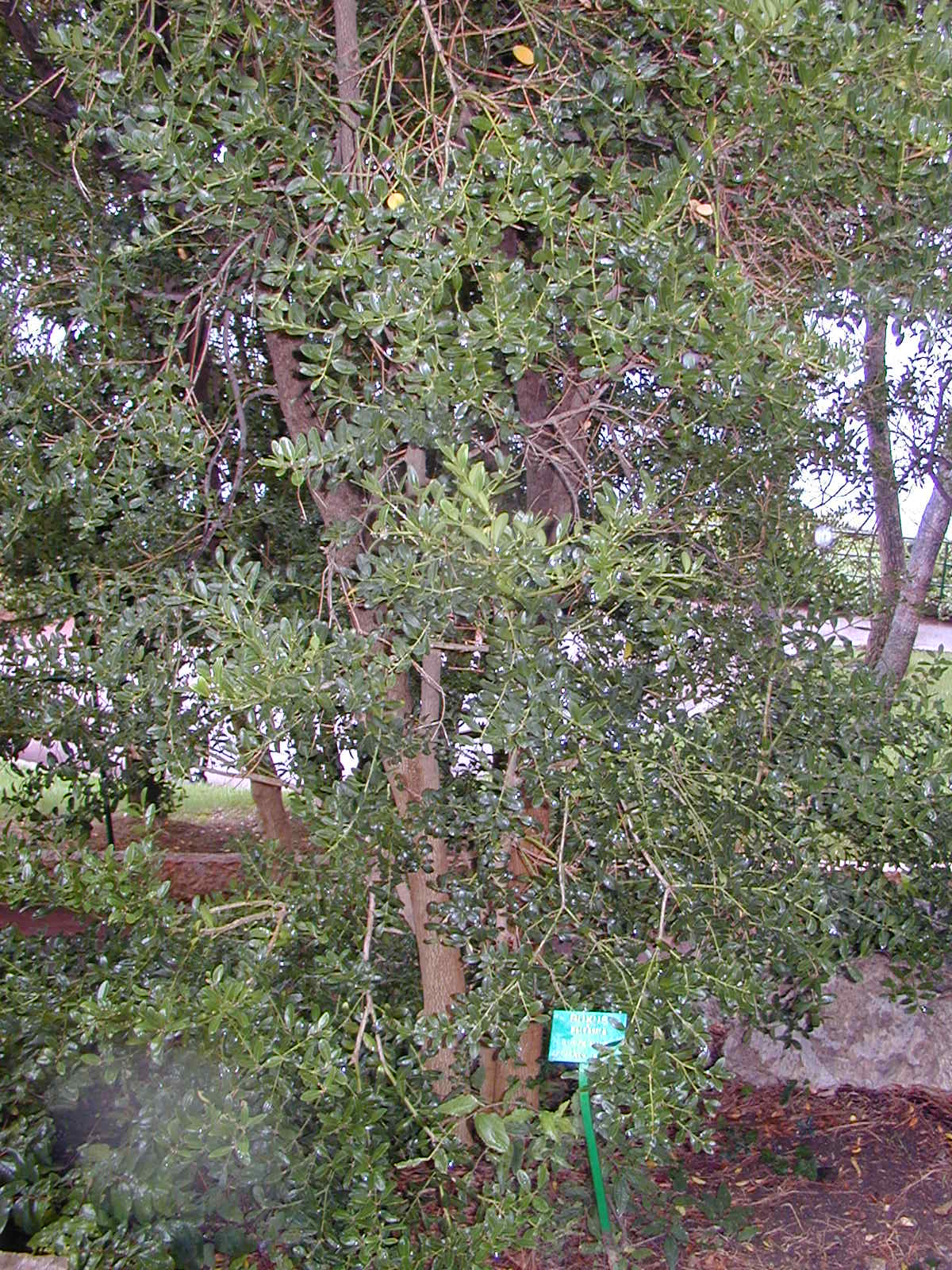
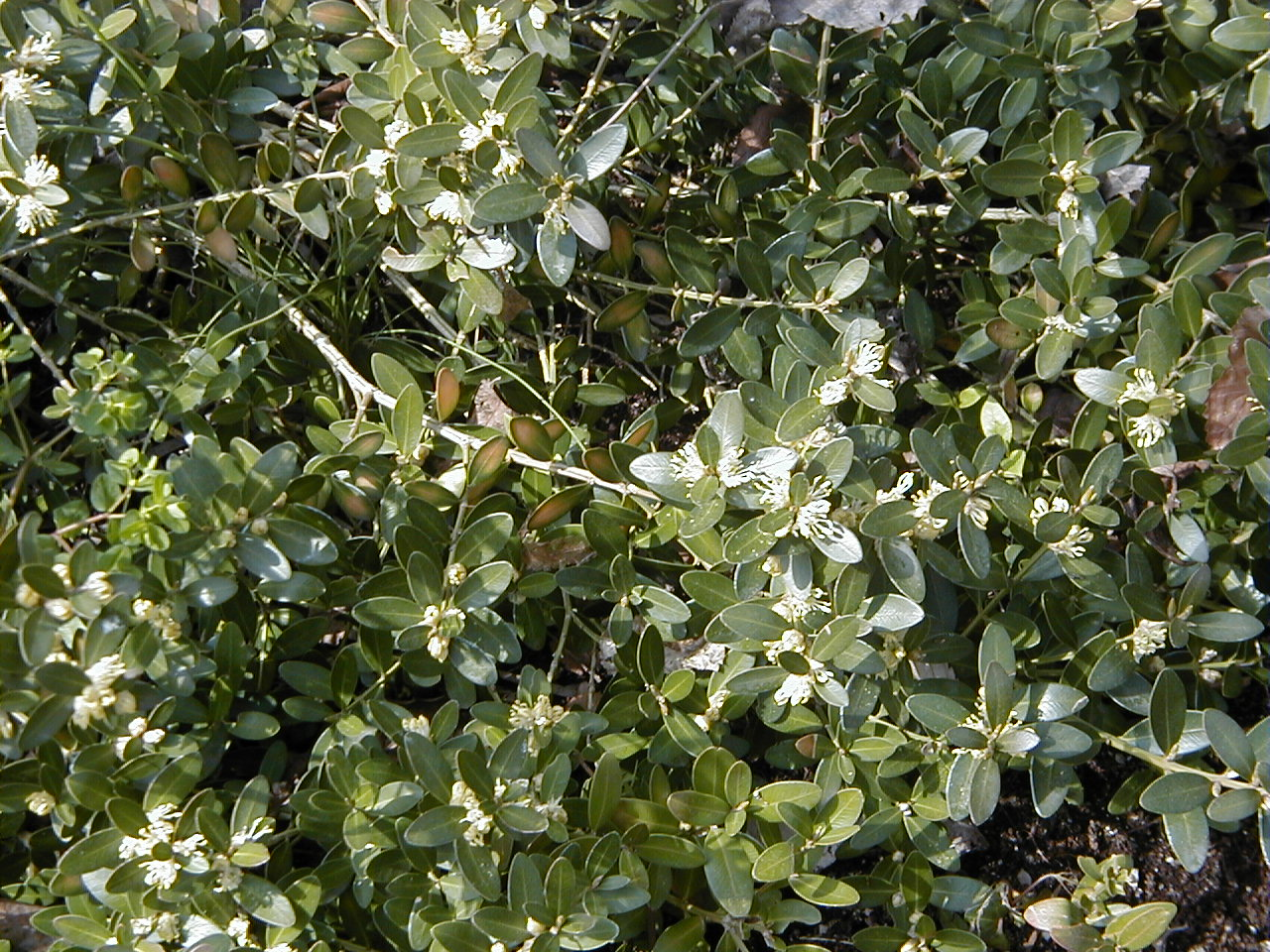
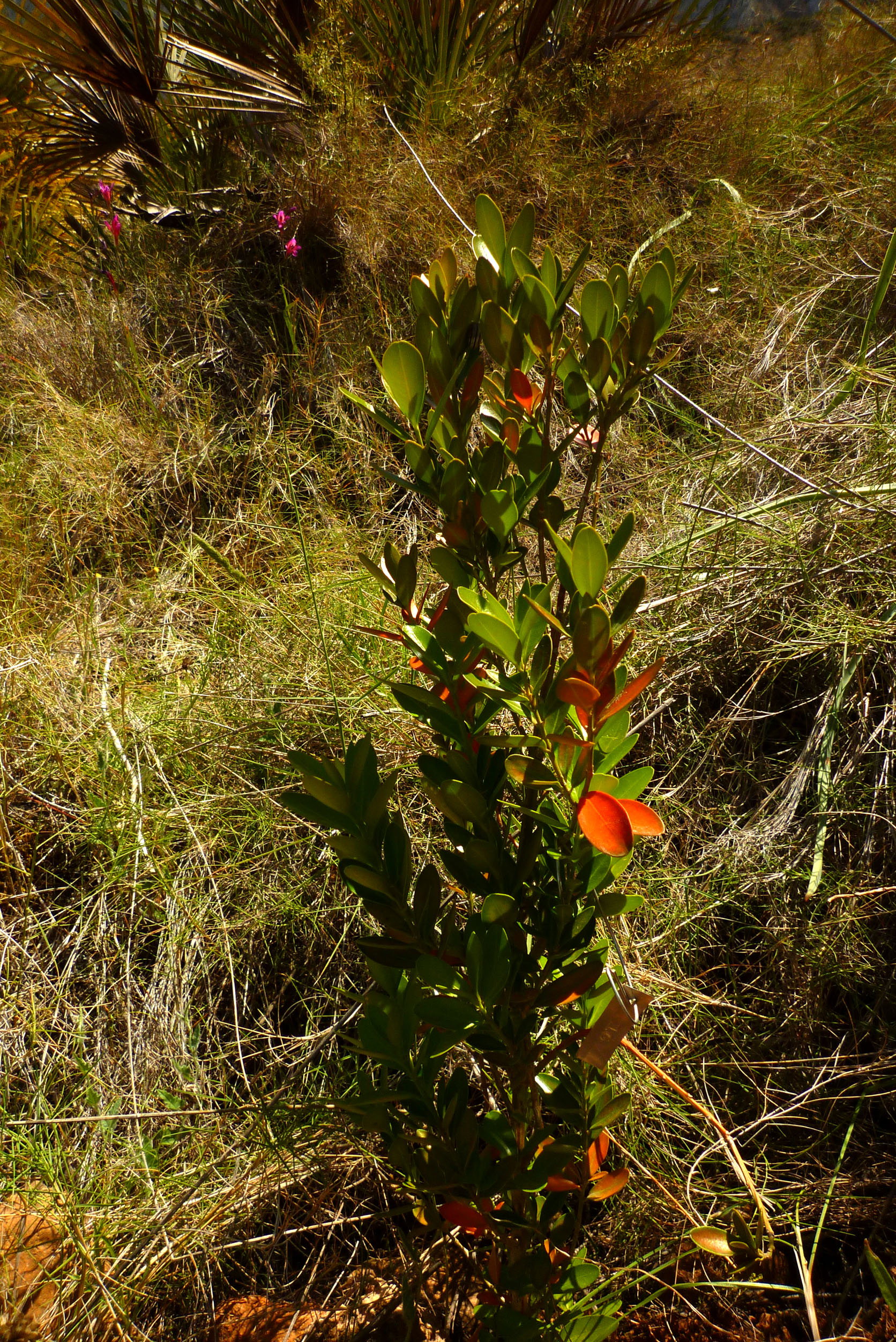
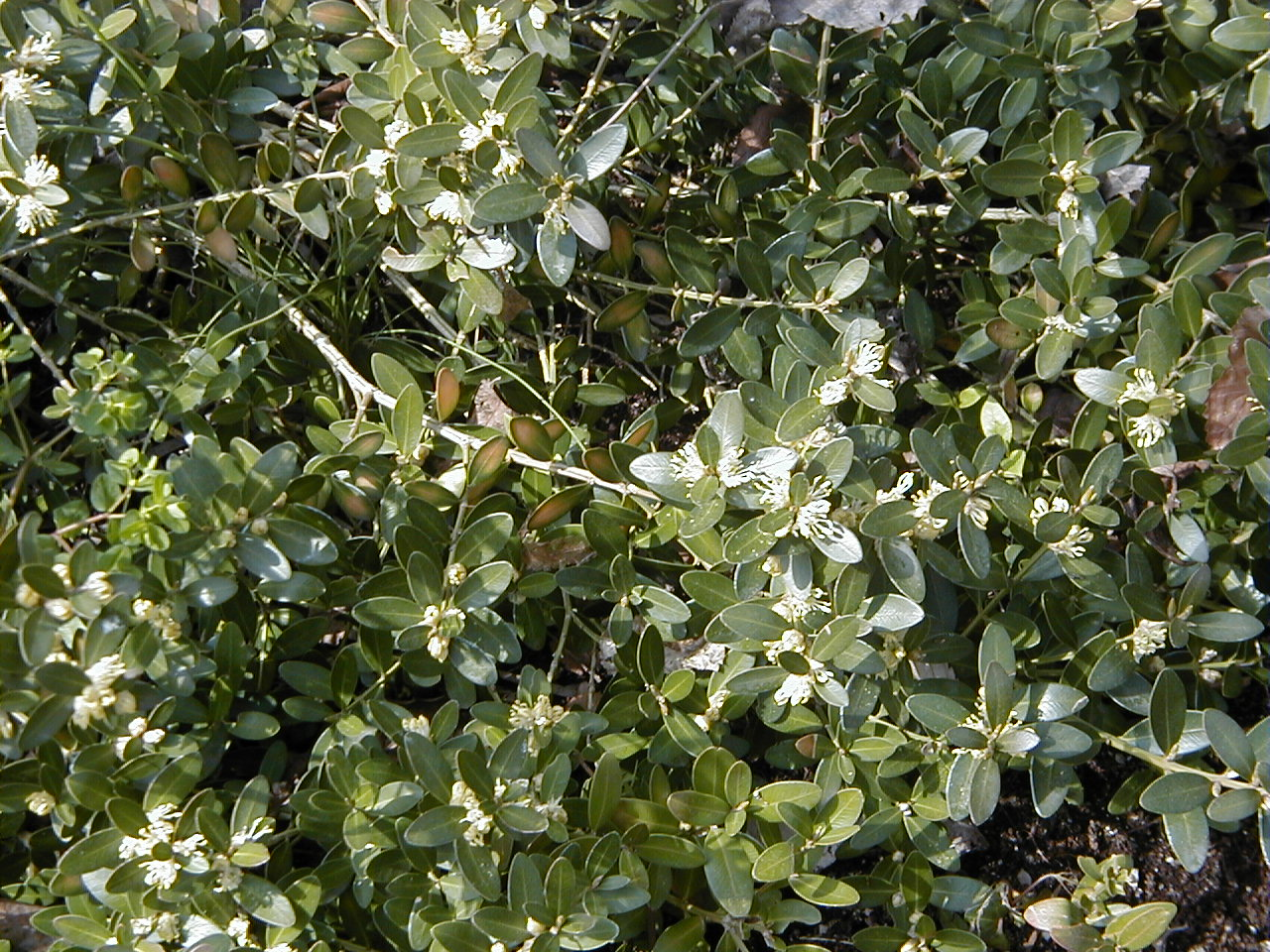